# Новоаганск
Новоага́нск — посёлок городского типа в Нижневартовском районе Ханты-Мансийского автономного округа России.

## География
Новоаганск расположен на реке Агане в 230 км от Нижневартовска.

## История
Посёлок был основан в мае 1966 года в ходе Аганской нефтегазоразведочной экспедиции.
В 1978 году Новоаганску был присвоен статус посёлка городского типа.
3 января 1984 года на аэродроме Новоаганска произошла крупная вертолётная катастрофа. На месте крушения и в самом посёлке установлены памятники погибшим.

## Население
| 1979  | 1989    | 2002  | 2009    | 2010    | 2012    | 2013    | 2014  | 2015  |
| ----- | ------- | ----- | ------- | ------- | ------- | ------- | ----- | ----- |
| 6340  | ↗10 050 | ↘9717 | ↗10 291 | ↗10 343 | ↘10 217 | ↘10 103 | ↘9895 | ↘9852 |
| 2016  | 2017    | 2018  | 2019    | 2020    | 2021    |         |       |       |
| ↘9802 | ↘9658   | ↘9617 | ↘9511   | ↘9501   | ↘9116   |         |       |       |

## Инфраструктура
- ОАО МПК «Аганнефтегазгеология», здание снесено в 2018.
- АГЭ — Аганская геофизическая экспедиция, ныне филиал Ноябрьска; Здание снесено.
- 2 филиала банков: «Сбербанк» и «Открытие»
- три школы;
- районный Центр дополнительного образования детей «Спектр»;
- детские сады;
- больница;
- поликлиника;
- три аптеки;
- две библиотеки с книжным фондом 42.115 книг;
- школа искусств;
- пять спортзалов;
- физкультурно-оздоровительный комплекс «Олимп»;
- зал спортивной акробатики;
- крытый хоккейный корт;
- спортплощадка;
- один бассейн;
- 30 магазинов;
- одно предприятие общественного питания;
- предприятие бытового обслуживания;
- гостиница (гостевой дом АНГГ); гостиница аборигенов http://agansk.ru/node/1888
- баня;
- отделение связи;
- КОС;
- храм.
- мечеть. https://novoagansk.ru/node/1356

Местом отдыха в поселке служит набережные реки Агана, озера Магылор, парк.

### Школы
Среднее образование в Новоаганске представлено 3 образовательными учреждениями.
- Общеобразовательная средняя школа номер 1 (3 этажа)

- Общеобразовательная средняя школа Имени Героя Советского Союза Маршала Георгия Константиновича Жукова (4 этажа)
- Вечерняя сменная школа (одноэтажное здание)

### Храм
В центре посёлка.

### Мечеть
В западной части посёлка.

### Новоаганская спортивная школа «Олимп»
В СШ занимается 660 человек в 11 спортивных отделениях под руководством 16 специалистов высокой квалификации. Спортсмены "Олимпа" являются призёрами и победителями турниров, первенств, чемпионатов и спартакиад района, округа и России. Новоаганские пауэрлифтеры, боксеры занимали призовые места в чемпионатах Европы и мира.

### Банно-оздоровительный комплекс «Богатырь»
В банно-оздоровительном комплексе «Богатырь» есть мужская и женская баня

### ДК «Геолог»
Культурным центром поселка является дворец культуры «Геолог». По технической оснащенности, по внешней и внутренней отделке это самое большое и красивое здание Новоаганска.

### Детская школа искусств
Новоаганские учащиеся получают художественно-эстетическое образование в Новоаганской ДШИ. Директор школы в настоящее время — Ольга Михайловна Панина. В школе действует художественное отделение под руководством Валентина Викторовича Ливна.